# Wayne City, Illinois
Wayne City là một làng thuộc quận Wayne, tiểu bang Illinois, Hoa Kỳ. Năm 2010, dân số của làng này là 1032 người.

## Dân số
Dân số qua các năm:
- Năm 2000: 1089 người.
- Năm 2010: 1032 người.